# 天彦五男
天彦 五男（あまひこ いつお、1937年（昭和12年）2月20日 - 2009年（平成21年）8月23日）は日本の詩人。元日本詩人クラブ会長。本名は堀田寛（ほったひろし）。

## 略歴
1937年（昭和12年）2月20日、東京府に生まれる。法政大学経済学部を卒業する。『あいなめ』『鴉』に所属。2001年（平成13年）5月から日本詩人クラブ会長を務める（-2003年（平成15年）5月）。2009年（平成21年）8月23日に死去、72歳。

## 詩集
- 『鴉とレモン』（原形社、1962）
- 『風針』（丘書房、1973）
- 『ピエロ群像』（鼎出版会、1976）
- 『天彦五男詩集』（芸風書院、1982）
- 『天彦五男詩全集』（土曜美術社出版販売、2010）

## 参考
- 『戦後詩大系 第1巻』（三一書房、1970）
- 『現代物故者事典 2009-2011』（日外アソシエーツ、2012）
- 47NEWS-天彦五男氏死去 詩人